# 日本の特殊切手一覧

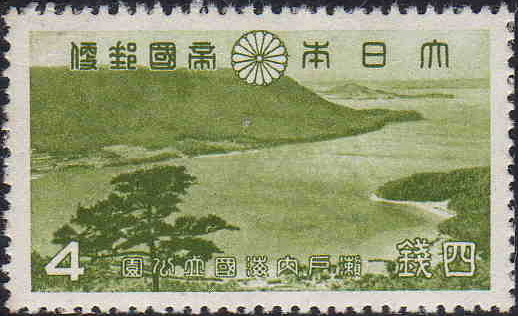
第一次国立公園切手（戦前）
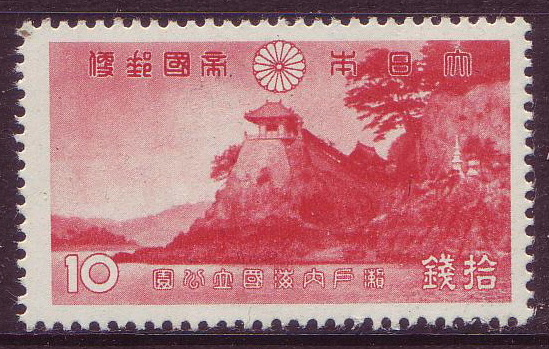
第一次国立公園切手（戦前）
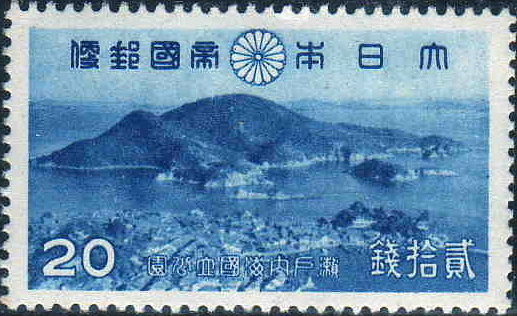
第一次国立公園切手（戦前）
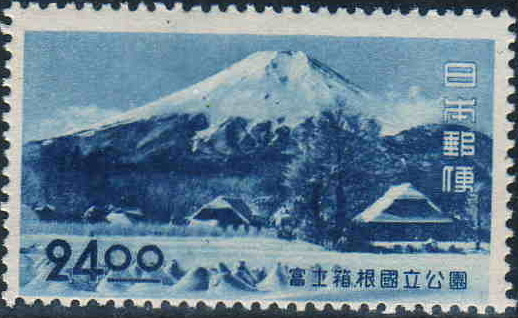
第一次国立公園切手（戦後）
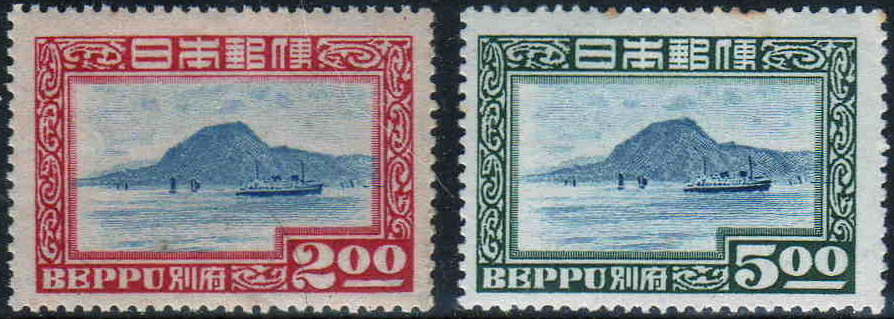
別府観光
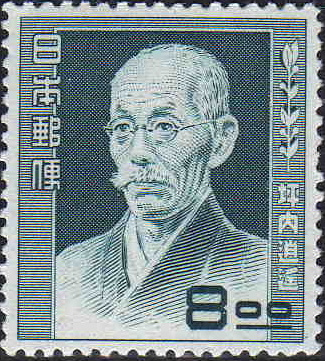
文化人シリーズ（第一次）
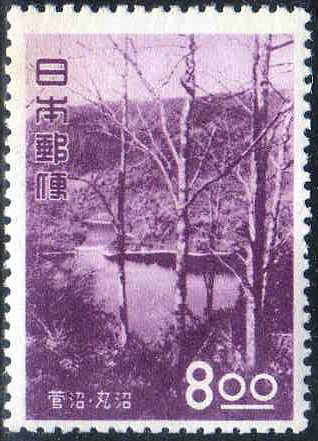
観光地百選

日本の特殊切手（にほんのとくしゅきって）では日本の切手のうち、特殊切手に関する事項を記述する。

## 概要
日本における最初の特殊切手は、1935年12月1日に発行された年賀切手である。日本では既に1899年から年賀郵便特別配達のサービスを行っていたが、この時初めて発行されたのが「昭和11年用年賀切手」であった。その後「国立公園」を題材にしたシリーズ切手が発行された。戦後になると「国立公園」に加え「文化人」を題材にしたシリーズ切手が発行され、その後も題材を変えながら毎年発行している。
また発行時に記念切手か特殊切手かの分類方法として、切手発行日当日に使用される初日印（切手発行日当日の郵便印）が何が使われるかである。記念切手では毎回特印とよばれるデザインされた消印が使用され、これによって初日カバーなどの製作に使われるが特殊切手では長年にわたり使われず普通切手と同じく初日カバー製作時には風景印もしくはハト印が使用されていた。しかし1974年2月20日に発行された昔ばなしシリーズ第2集「つる女房」から絵入ハト印が使用されるようになった。そのため絵入ハト印が使用される場合には特殊切手である。
そのため一見すると特殊切手のように見えるが、特印が使用されている切手趣味週間や国際文通週間などのキャンペーン切手は記念切手扱いであるといえる。また、特印が使用されないふるさと切手も特殊切手であるといえる。

## 日本の特殊切手一覧
下記では日本で発行された特殊切手の一覧であるが、記念切手に分類される国際文通週間や切手趣味週間など記念切手に分類できるものや2008年以前のふるさと切手は含まれていない。
| シリーズ名                                   | 回数 | 発行期間           | 種類                         | 備考 |
| -------------------------------------------- | ---- | ------------------ | ---------------------------- | --- |
| 第一次国立公園切手（戦前）                   | 8    | 1936〜1941年       | 32種 小型シート7種           | 初回発行は4種、後は4種と小型シート1種のセットとして発行。また2回は植民地だった台湾の国立公園                                                                          |
| 別府観光                                     | 1    | 1949年             | 2種                          | 観光地シリーズとして継続発行される予定であったが、初回のみで打ち切り                                                                                                  |
| 第一次国立公園切手（戦後）                   | 13   | 1949〜1956年       | 38種 小型シート13種          | 6回目までは4種と小型シート1種、7回目以降は2種と小型シート1種のセット                                                                                                  |
| 文化人切手（第一次）                         | 18   | 1949〜1952年       | 18種                         | 毎回1種ずつ発行 |
| 観光地百選切手                               | 10   | 1951〜1953年       | 20種                         | 毎日新聞社が募集で選定した新日本観光地百選のうち10部門の各一位を毎回2種ずつ発行                                                                                       |
| 国定公園切手                                 | 41   | 1958〜1973年       | 59種                         | 国定公園をテーマに1回につき1種か2種発行 |
| 花シリーズ                                   | 12   | 1961年             | 12種                         | 郵政90年記念として毎月1種ずつ季節の花を題材にして発行 |
| 日本三景                                     | 3    | 1961年             | 3種                          | 日本三景（松島、天橋立、宮島） |
| 第二次国立公園切手                           | 25   | 1962〜1974年       | 52種                         | 初回発行は4種、以後は毎回2種発行 |
| 年中行事シリーズ                             | 4    | 1962〜1963年       | 4種                          | ひなまつり、たなばた、七五三、節分 |
| 鳥シリーズ                                   | 6    | 1963〜1964年       | 6種                          | 日本に生息する野鳥 |
| お祭りシリーズ                               | 4    | 1964〜1965年       | 4種                          | 高山祭り、祇園祭、相馬野馬追、秩父まつり |
| 魚介シリーズ                                 | 12   | 1966〜1967年       | 12種                         | 日本で水揚げされる魚介類 |
| 名園シリーズ                                 | 3    | 1966〜1967年       | 3種                          | 日本三名園の偕楽園、後楽園、兼六園 |
| 国宝シリーズ（第一次）                       | 7    | 1967〜1969年       | 22種                         | 時代ごとの国宝をテーマに3種、最後の江戸時代は4種発行 |
| 古典芸能シリーズ                             | 4    | 1970〜1972年       | 12種                         | 歌舞伎、雅楽、文楽、能のテーマごとに3種ずつ発行 |
| 昔ばなしシリーズ                             | 7    | 1973〜1975年       | 21種                         | 昔話ひとつにつき3種類ずつ発行 |
| 自然保護シリーズ                             | 20   | 1974〜1978年       | 20種                         | 日本に生息する哺乳類、鳥類、爬虫類、両生類、魚類、昆虫、植物から選定                                                                                                  |
| SLシリーズ                                   | 5    | 1974〜1975年       | 10種                         | 日本の蒸気機関車から10形式を選定 |
| 船シリーズ                                   | 6    | 1975〜1976年       | 12種                         | 日本の遣隋使船からマンモスタンカーまで各時代の船舶を選定 |
| 国宝シリーズ（第二次）                       | 8    | 1976〜1978年       | 16種                         | 各回2種発行 |
| 相撲絵シリーズ                               | 5    | 1978〜1979年       | 15種                         | 各回3種発行 |
| 近代美術シリーズ                             | 16   | 1979〜1983年       | 32種                         | 近代絵画をテーマに各回2種ずつ発行 |
| 日本の歌シリーズ                             | 9    | 1979〜1981年       | 18種                         | 童謡などをテーマに各2回種ずつ発行 |
| 近代洋風建築シリーズ                         | 10   | 1981〜1984年       | 20種                         | 近代の建築物をテーマに各回2種ずつ発行 |
| 特殊鳥類シリーズ                             | 5    | 1983〜1984年       | 10種                         | 保護鳥をテーマに各回2種ずつ発行 |
| 高山植物シリーズ                             | 7    | 1984〜1986年       | 14種                         | 高山植物をテーマに各回2種ずつ発行 |
| 伝統工芸品シリーズ                           | 7    | 1984〜1986年       | 28種                         | 伝統工芸品をテーマに一品目2種、各回4種ずつ発行 |
| 昆虫シリーズ                                 | 7    | 1986〜1987年       | 20種 小型シート1種 切手帳2種 | 昆虫をテーマに各回4種ずつ発行。別個に小型シートと切手帳も発行 |
| 奥の細道シリーズ                             | 12   | 1987〜1989年       | 40種 小型シート20種          | 奥の細道をテーマに各句2種ずつ、毎回4種ずつ発行。後になり小型シート10種ずつ2回にわたり発行                                                                             |
| 国宝シリーズ（第三次）                       | 8    | 1987〜1989年       | 16種                         | 各回2種発行 |
| 電気機関車シリーズ                           | 5    | 1990年             | 10種                         | 電気機関車をテーマに各回2種ずつ発行 |
| 馬と文化シリーズ                             | 5    | 1990〜1991年       | 16種                         | 馬に関する絵画や工芸品をテーマに各回2〜6種ずつ発行 |
| 歌舞伎シリーズ                               | 6    | 1991〜1992年       | 12種                         | 歌舞伎をテーマに各回2種ずつ発行 |
| 水辺の鳥シリーズ                             | 8    | 1991〜1993年       | 16種                         | 水辺に生息する鳥類をテーマに各回2種ずつ発行 |
| 文化人切手（第二次）                         | 13   | 1992〜2004年       | 31種                         | 毎年2〜3種ずつ発行。31人が登場 |
| 四季の花シリーズ                             | 4    | 1993〜1994年       | 8種                          | 四季の花をテーマに各回2種ずつ発行 |
| 郵便の歩みシリーズ                           | 6    | 1994〜1996年       | 20種                         | 過去に発行された切手と郵便史コレクションをテーマに各回2〜4種ずつ発行                                                                                                  |
| 世界遺産シリーズ（第一次）                   | 4    | 1994〜1995年       | 8種                          | 日本の世界遺産をテーマに各回2種ずつ発行。姫路城、法隆寺、屋久島、白神山地                                                                                             |
| 戦後50年メモリアルシリーズ                   | 5    | 1996〜1997年       | 20種                         | 戦後の出来事をテーマに各回2〜6種ずつ発行 |
| わたしの愛唱歌シリーズ                       | 9    | 1997〜1999年       | 18種                         | 歌謡曲や童話をテーマに各回2種ずつ発行 |
| 日本の民家シリーズ                           | 5    | 1997〜1999年       | 11種                         | 日本の歴史的民家をテーマに各回2〜3種ずつ発行 |
| 笑門来福・落語切手                           | 1    | 1999年             | 5種                          | 落語の演目をテーマに5種10枚のシートとして発行 |
| 20世紀デザイン切手シリーズ                   | 17   | 1999〜2000年       | 170種                        | 20世紀の出来事をテーマに各回10種ずつ発行 |
| 世界遺産シリーズ（第二次）                   | 11   | 2001〜2003年       | 110種                        | 世界遺産をテーマに各回10種ずつ発行。 |
| 江戸開府400年シリーズ                        | 3    | 2003年             | 16種                         | 江戸時代をテーマに各回5種10枚のシート（最後のみ6種）として発行。 |
| 科学技術とアニメ・ヒーロー・ヒロインシリーズ | 6    | 2003〜2005年       | 48種                         | 科学技術やアニメーション作品をテーマに各回8種ずつ発行。ただし10枚変則編成シート2種類の発行であったため、毎回シート2種とも購入しなければ全種揃うことが出来なかった     |
| 干支文字切手                                 | 12   | 2004〜2015年       | 120種                        | 干支の文字がテーマ |
| アニメ・ヒーロー・ヒロインシリーズ           | 20   | 2005〜2013年       | 195種                        | アニメーション作品をテーマに各回10種（初回のポケットモンスターのみ5種10枚シート）ずつ発行。1作品1シートが原則であるが、名探偵コナンが第4集と第10集と2回発行されている |
| 世界遺産シリーズ（第三次）                   | 9    | 2006年〜（継続中） | 90種                         | 世界遺産をテーマに各回10種ずつ発行 |
| 日本映画                                     | 1    | 2006年             | 20種                         | 日本映画をテーマに各作品1種ずつ20種を10枚シート2つとして発行 |
| ハローキティ                                 | 1    | 2008年             | 31種                         | 50円と80円の額面のシートをそれぞれ1種類ずつと、お便りセットが発売された                                                                                               |
| 週刊少年漫画                                 | 2    | 2009〜2010年       | 40種                         | 週刊少年サンデーと週刊少年マガジンの創刊50周年を記念して2年にわたり発行 それぞれで連載された漫画をデザインした切手を10種10枚シートを2つずつ発行                       |
| スヌーピー                                   | 1    | 2010年             | 8種                          | シール式を1シート発行 |
| ピーターラビット                             | 1    | 2011年             | 20種                         | 50円と80円の額面のシートをそれぞれ1種類ずつ発行 |
| 星座シリーズ                                 | 4    | 2011〜2013年       | 40種                         | 10枚シートで発行 |
| 自然との共生シリーズ                         | 4    | 2011〜2014年       | 20種                         | 5種×2枚構成の10枚シートで発行 |
| 日本の山岳シリーズ                           | 6    | 2011〜2015年       | 60種                         | 10枚シートで発行 |
| ディズニーキャラクター                       | 5    | 2011年〜           | 100種                        | 50円と80円の額面のシートをそれぞれ1種類ずつ発行 |
| 季節のおもいでシリーズ                       | 4    | 2012〜2014年       | 40種                         | 10枚シートで発行 |
| 浮世絵シリーズ                               | 5    | 2012年〜（継続中） | 50種                         | 10枚シートで発行 |
| 伝統的工芸品シリーズ                         | 4    | 2012〜2015年       | 40種                         | 10枚シートで発行 |
| 海外の世界遺産シリーズ                       | 5    | 2013〜2015年       | 25種                         | 5種×2枚構成の10枚シートで発行 |
| 野菜とくだものシリーズ                       | 6    | 2013〜2016年       | 60種                         | 50円/52円と80円/82円の額面で5種×2枚構成の10枚シートを発行 |
| ほっとする動物シリーズ                       | 3    | 2013〜2015年       | 30種                         | 50円と80円の額面のシートをそれぞれ1種類ずつ発行。各シートは5種✕2枚。                                                                                                  |
| 鉄道シリーズ                                 | 4    | 2013年〜（継続中） | 40種                         | 10枚シートで発行。第2集までは毎回1シート、第3集は2シート。 |
| 日本の城シリーズ                             | 6    | 2013年〜（継続中） | 35種                         | 第5集までは5種×2枚構成、第6集は10種✕1枚の10枚シートで発行 |
| おもてなしの花シリーズ                       | 7    | 2014年〜（継続中） | 66種                         | 第2集までは4種×5枚構成の20枚シート、第3集以降は52円と82円の額面のシートをそれぞれ1種類ずつ発行                                                                        |
| 星の物語シリーズ                             | 5    | 2014〜2017年       | 38種                         | 第4集までは3種×3枚、1種×1枚構成のシートで発行、第5集＋完結編は2シート22種                                                                                             |
| 正倉院の宝物シリーズ                         | 3    | 2014〜2016年       | 15種                         | 5種×2枚構成のシートで発行 |
| 童画のノスタルジーシリーズ                   | 4    | 2015年〜2016年     | 40種                         | 10枚シートで発行 |
| 身近な動物シリーズ                           | 3    | 2015年〜（継続中） | 60種                         | 52円と82円の額面のシートをそれぞれ1種類ずつ |
| 和の食文化シリーズ                           | 2    | 2015年〜（継続中） | 20種                         | 10枚シートで発行 |
| 日本の夜景シリーズ                           | 2    | 2015年〜（継続中） | 20種                         | 10枚シートで発行 |
| 日本の建築シリーズ                           | 2    | 2016年〜（継続中） | 20種                         | 2種×5枚構成のシートで発行、切手帳には凹版インキ単色印刷のものも収める                                                                                                 |
| 和の文様シリーズ                             | 2    | 2016年〜（継続中） | 40種                         | 52円と82円の額面のシートをそれぞれ1種類ずつ |
| My旅切手シリーズ                             | 1    | 2016年〜（継続中） | 20種                         | 52円と82円の額面のシートをそれぞれ1種類ずつ |
| 天然記念物シリーズ                           | 1    | 2016年〜（継続中） | 10種                         | 10枚シートで発行 |

- 第一次国立公園切手（戦前）
- 第一次国立公園切手（戦前）
- 第一次国立公園切手（戦前）
- 第一次国立公園切手（戦後）
- 別府観光
- 文化人シリーズ（第一次）
- 観光地百選

### ふるさと切手（日本郵便発行）
2008年以降、ふるさと切手が全国発行の特殊切手となったため以下に収録する。
| シリーズ名                       | 回数   | 発行期間     | 種類                         | 備考 |
| -------------------------------- | ------ | ------------ | ---------------------------- | --- |
| 江戸名所と粋の浮世絵シリーズ     | 継続中 | 2007年〜     | 未定 （継続中）              | 江戸名所と役者絵の浮世絵シリーズ |
| ふるさと心の風景シリーズ         | 10回   | 2008〜2011年 | 100種                        | 原田泰治が描いた、全国各地のふるさとの風景を題材としたシリーズ                                                                                        |
| ふるさとの花シリーズ             | 10回   | 2008〜2011年 | 94種                         | 47都道府県の花を50円、80円の2種発行。2011年7月にはそれぞれ47面切手シートとしたものを発行                                                              |
| ふるさとの祭シリーズ             | 継続中 | 2008年〜     | 未定 （継続中）              | 各地の祭り |
| 旅の風景シリーズ                 | 継続中 | 2008年〜     | 未定 （継続中）              | 日本各地の観光地のシリーズ |
| 季節の花シリーズ                 | 継続中 | 2011年〜     | 未定 （継続中）              | 四季折々の花 |
| 地方自治法施行60周年記念シリーズ | 47     | 2008〜2016年 | 小型シート47種 47枚シート1種 | 記念貨幣「地方自治法施行60周年記念」とタイアップ。貨幣図案と都道府県の風景の5種類の切手を収めた小型シートとして発行、最後に全47種を集めたシートを発行 |